# Коровников, Иван Терентьевич
Ива́н Тере́нтьевич Коро́вников (20 января [2 февраля] 1902, Балаково, Самарская губерния — 9 июля 1976, Москва) — советский военачальник, генерал-полковник (8 августа 1955).

## Начальная биография
Иван Терентьевич Коровников родился 20 января (2 февраля) 1902 года в Балаково (ныне Саратовская область) в семье крестьянина.

## Военная служба

### Гражданская война
В августе 1919 года добровольно вступил в ряды РККА.
Во время Гражданской войны принимал участие в военных действиях на Южном фронте в качестве красноармейца, военкома артиллерийской батареи и помощника военкома стрелкового полка.

### Межвоенный период
В 1923 году окончил Военно-политическую школу ПриВО, в 1931 году — курсы усовершенствования старшего политсостава при Военно-политической академии РККА, а в 1937 году — Военную академию механизации и моторизации РККА.
Служил помощником военкома и военкомом артиллерийского дивизиона и артиллерийского полка, начальником 6-го отдела штаба ПриВО, военкомом 9-й отдельной мотоброневой бригады (57-й особый корпус), военкомом 57-го особого корпуса.
С декабря 1939 года работал преподавателем кафедры тактики Военной академии механизации и моторизации РККА, а с марта 1941 года служил заместителем командира 2-й танковой дивизии (3-й механизированный корпус, Прибалтийский военный округ).

### Великая Отечественная война

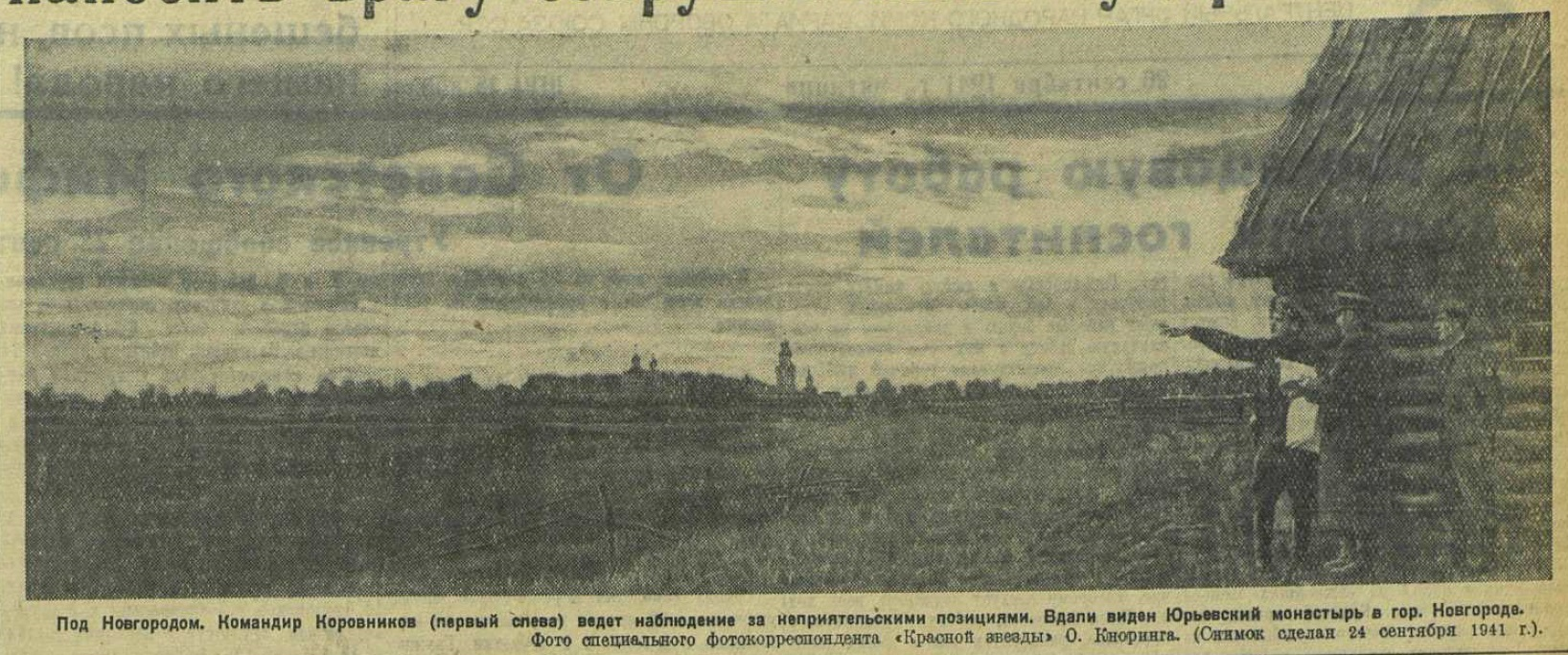
Командир Коровников (первый слева) ведёт наблюдение за неприятельскими позициями. Вдали виден Юрьевский монастырь в гор. Новгороде. 24 сентября 1941 г.

С началом войны дивизия принимала участие в приграничных сражениях в районе города Расейняй.
В июле 1941 года был назначен на должность заместителя командира 12-го механизированного корпуса, а в августе — на должности заместителя командующего оперативной группой Двинского направления и командующего Новгородской армейской группой войск. Под руководством Коровникова группа удержала восточную (заречную) часть Новгорода.
В январе 1942 года был назначен на должность командира оперативной группой 2-й ударной армии. В марте Коровников был ранен в районе Мясного Бора.
В апреле того же года был назначен на должность командующего 59-й армией. Под командованием Коровникова армия участвовала в Любанской наступательной операции, наряду со 2-й ударной армией став ударной силой фронта во время операции. В мае-июне 1942 года армия вела исключительно упорные и кровопролитные бои в операции по выводу из окружения 2-й ударной армии. В январе — феврале 1944 года армия принимала участие в разгроме группы армий «Север», особенно отличившись в ходе Новгородско-Лужской наступательной операции. Вскоре армия принимала участие в Выборгской, Сандомирско-Силезской, Нижнесилезской, Верхне-силезской и Пражской операциях.

### Послевоенная карьера

Могила Коровникова на Новодевичьем кладбище Москвы.

Бронзовый бюст в Великом Новгороде

С окончанием войны командовал войсками Ставропольского военного округа.
В 1946 году окончил Высшие академические курсы при Высшей военной академии им. К. Е. Ворошилова. С того же года работал заместителем, а с 1947 года — первым заместителем начальника Главного управления кадров ВС СССР.
В 1952 году был назначен на должность начальника Центрального автотракторного управления Министерства обороны СССР.
В сентябре 1963 года вышел в отставку.
Иван Терентьевич Коровников умер 9 июля 1976 года в Москве.

## Награды
- Орден Ленина (21.02.1945)[1];
- Четыре ордена Красного Знамени (22.06.1938, 3.11.1944, 29.06.1945, 15.11.1950);
- Два ордена Суворова 1-й степени (21.02.1944, 6.04.1945);
- Орден Кутузова 2-й степени (28.04.1943);
- Два ордена Красной Звезды (1.02.1962, …);
- Медаль «За оборону Ленинграда» (1943);
- Другие медали;
- Иностранные ордена.

## Память
Именем Ивана Коровникова названа одна из улиц Великого Новгорода.
Генерал Коровников стал первым, кому в 1972 году было присвоено звание «Почётный гражданин города Новгорода».